# Лимфоцитопоэз
Лимфоцитопоэз или лимфопоэз (англ. lymphocytopoiesis, lymphopoiesis, лимфо- + греч. poiesis — выработка, образование) или лимфоцитообразование — совокупность процессов дифференцировки, пролиферации, формирования лимфоидных клеток, приводящий к образованию лимфоцитов. Лимфоцитопоэз в эмбриональном и постэмбриональном периодах протекает поэтапно, сменяя собой различные лимфоидные органы. Лимфоцитопоэз подразделяется на:
T-лимфоцитопоэз и B-лимфоцитопоэз. В свою очередь, каждый из них разделяется на три этапа: костномозговой этап; этап антигеннезависимой дифференцировки, осуществляемый в центральных иммунных органах; этап антигензависимой дифференцировки, осуществляемый в периферических лимфоидных органах. В эмбриональном периоде лимфоцитопоэз у человека и других млекопитающих осуществляется в тимусе и печени плода, затем также в селезёнке, костном мозге и лимфатических узлах. Особенностью лимфоцитопоэза является способность дифференцированных клеток (лимфоцитов) дифференцироваться в бластные формы.

## B-лимфоцитопоэз
B-лимфоцитопоэз — это процесс образования B-лимфоцитов из их клеток-предшественников. У человека и млекопитающих B-лимфоциты образуются и созревают в костном мозге и затем заканчивают своё созревание в селезёнке и лимфатических узлах и в других вторичных лимфоидных органах и тканях. Образовавшиеся в костном мозгу и в селезёнке B-лимфоциты затем покидают костный мозг и селезёнку и мигрируют в периферические лимфоидные ткани, такие, как лимфатические узлы. Оказавшись в лимфатическом узле или в другом вторичном лимфоидном органе, B-лимфоцит может быть «представлен» тому или иному антигену, который он способен распознать (или, вернее, антиген представлен, презентирован ему). Иначе говоря, В-лимфоцит может быть «ознакомлен» с антигеном. Этот «ознакомительный» процесс происходит благодаря помощи макрофагов, моноцитов, гистиоцитов или дендритных клеток, при посредническом участии Т-лимфоцитов-хелперов. Все эти клетки обладают способностью захватывать (фагоцитировать), «перерабатывать» (процессировать) и «представлять» (презентировать) различные антигены B- и T-лимфоцитам в форме, удобной для распознавания ими, вместе с поверхностными антигенами гистосовместимости (MHC). Поэтому они (макрофаги, моноциты, гистиоциты и дендритные клетки) совокупно называются «антигенпрезентирующими клетками».

## T-лимфоцитопоэз
T-лимфоцитопоэз — это процесс образования Т-лимфоцитов, часть общего процесса лимфопоэза. Незрелые Т-лимфоциты образуются в костном мозге, затем мигрируют в корковый слой тимуса, где становятся так называемыми «кортикальными тимоцитами» и проходят созревание в стерильном, свободном от антигенных воздействий, микроокружении в течение приблизительно одной недели. По окончании недели не более 2—4 % изначальной популяции кортикальных тимоцитов выживает. Оставшиеся 96—98 %, не прошедшие селекцию, подвергаются апоптозу и затем фагоцитируются макрофагами тимуса. Столь большой процент гибели кортикальных тимоцитов в процессе созревания обусловлена чрезвычайно жёстким отбором и интенсивным скринингом на всех этапах созревания. Этот отбор должен обеспечить, чтобы каждый кортикальный тимоцит (будущий Т-лимфоцит) обладал способностью распознавать антигены главного комплекса гистосовместимости своего организма как «свои» и обладал врождённой иммунологической толерантностью к «своим» здоровым клеткам и тканям. Не прошедший отбора и подвергнувшийся апоптозу кортикальный тимоцит погибает и быстро утилизируется макрофагами тимуса. Таким образом, этот отбор в норме исключает появление аутоагрессивных Т-лимфоцитов, агрессию Т-лимфоцитов против собственных здоровых клеток и тканей и развитие аутоиммунных заболеваний.